# Michelle Tisseyre
Pour les articles homonymes, voir Tisseyre.
Michelle Tisseyre (née Mary Jane Michelle Ahern le 13 mars 1918 à Montréal et morte le 21 décembre 2014 à Montréal) est une personnalité canadienne ayant œuvré dans le domaine de la radio et des débuts (d'abord bilingues, puis francophones) de la télévision. Elle fut aussi journaliste, traductrice littéraire et commentatrice de mode.

## Biographie
Michelle Ahern, mieux connue sous le nom de Michelle Tisseyre, est née à Montréal le 13 mars 1918, fille unique de John Gerald Ahern (1894-1978), avocat, bâtonnier (1955-1956) de la province de Québec, section de Montréal, originaire de Québec, et petite-fille de Michael Ahern (1844-1914), instituteur puis chirurgien, et professeur, doyen de la jeune Faculté de médecine de l'Université Laval de Québec. Sa mère, Jeanne Marcil, était la fille de Charles Marcil (1860-1937), journaliste, président de la Chambre des Communes (de 1909 à 1911) et député de la circonscription de Bonaventure, en Gaspésie, (de 1900 à 1937).

### Formation
Michelle Ahern fait ses études (en français) au Couvent du Sacré-Cœur de Sault-aux-Récollets (alors un pensionnat, devenu l'École secondaire Sophie-Barat), puis à l'Institut pédagogique de la Congrégation Notre-Dame, y recevant une formation collégiale et universitaire d'institutrice, et (en anglais) à l'Université McGill de Montréal.

### Speakerine et journaliste à la radio
Devenue par mariage, en 1937, Michelle Ahern-de Brabant (ou Michelle de Brabant), elle fait ses débuts à la Radio-Canada en 1941. Elle se distingue en 1944 en étant la première femme à interviewer le président du Mexique, Manuel Ávila Camacho. Elle passe ensuite deux ans au Service international de Radio-Canada, participant à l’émission La voix du Canada, avec René Garneau et René Lévesque.
Aussitôt devenue, par second mariage, Michelle Tisseyre, en 1947, elle quitte Radio-Canada, pour être pigiste. Elle travaille ensuite à la radio du poste CKAC, qui est alors associé au journal La Presse.

### Pionnière de la télévision
Puis, elle obtient sa propre émission de télévision au tout début de la télévision publique canadienne, Rendez-vous avec Michelle où, durant neuf ans, de 1953 à 1962, l'animatrice aborde une panoplie de sujets allant du contrôle des naissances au judo, le tout, la première année, autant en anglais qu'en français, à partir de Montréal (encore, alors, « la métropole du Canada ») car il n'existe durant ce premier temps qu'une seule chaîne en opération pour tout le Canada.
De 1955 à 1960, elle anime aussi Music-Hall, première émission de variétés à grand déploiement, où elle fait découvrir de nombreux artistes devenus célèbres.
Vient ensuite l'émission quotidienne d'affaires publiques Aujourd'hui, qu'elle coanime de 1962 à 1970 avec Wilfrid Lemoine, principale tête d'affiche de l'époque au service d'information de la télévision de Radio-Canada.
En 1965, elle est l'éditrice en chef de L'encyclopédie de la femme canadienne, un ouvrage qui parait à partir de 1966 et qui est vendu en fascicules dans les supermarchés.

### Autres fonctions
Elle participe activement à la campagne référendaire de 1980 au Québec (Camp du NON).

### Mariages
Fille unique, Michelle Ahern épouse à dix-neuf ans, en 1937, Jacques-Julien-Jean de Brabant (Jacques de Brabant), qui retourne en Europe quand s'annonce la Seconde Guerre mondiale, puis qui déclare avoir décidé d'y vivre avec une autre femme.
Obtenant son divorce en 1946, elle épouse en 1947 Pierre Tisseyre (1909-1995), arrivé de France en 1945, qui est alors écrivain et journaliste, directeur du Cercle du livre de France (embryon de ce qui deviendra Les Éditions Pierre Tisseyre), fondé de pouvoir et représentant au Canada de la Société des gens de lettres et de la Société des auteurs dramatiques de France.

### Enfants et descendance
Elle sera devenue la mère de 5 enfants : 
- Jean de Brabant (1938-), avocat, consultant puis promoteur dans le domaine immobilier et auteur[12],

- Michelle Tisseyre (1947-), militante, journaliste, mère de 7 enfants, romancière[13], dite Michelle Robinson lorsque traductrice (aux côtés de sa mère)[14],

- Charles Tisseyre (1949-), avocat, présentateur de télévision et éditeur[15],[16],

- François Tisseyre (1954-1993), avocat, éditeur, pilote d'avions (par loisir)[17],

- Philippe Tisseyre (1958-2013)[18], cuisinier, traiteur, pianiste, compositeur et romancier[19],[20].

Parmi les vingt-et-un petits-enfants de Michelle Tisseyre (l'aïeule), Magali Tisseyre (1981-), fille de feu François, s'illustre au triathlon,,. À l'aïeule survivent aussi dix-neuf arrière-petits-enfants.

## Honneurs
- 1959 : Trophée Frigon, remis par l'hebdomadaire Télé-Radiomonde, pour la meilleure animatrice de télévision
- 1959 : Miss Radio-Télévision pour l’artiste la plus populaire
- 1975 : Prix du Gouverneur général dans la catégorie Traduction
- 1976 : Membre de l'Ordre du Canada[25]
- 1997 : Médaille d'or de la Renaissance française
- 2001 : Officier de l'Ordre du Canada[25]
- 2012 : Médaille du jubilé de la reine Elisabeth II[26]